# Maurizio Braucci
Maurizio Braucci, né en 1966 à Naples (Italie), est un écrivain et scénariste italien.

## Filmographie

### Comme scénariste
- 1996 : S.K. Ro Café
- 2005 : La Baracca
- 2008 : Gomorra (Gomorrah)
- 2009 : Napoli, Napoli, Napoli
- 2009 : Una montagna di balle
- 2011 : Cadenza d'inganno
- 2011 : Tatanka
- 2012 : L'Innocenza di Clara
- 2012 : L'intervallo
- 2012 : Reality
- 2013 : Piccola patria
- 2014 : Les Âmes noires (Anime nere) de Francesco Munzi
- 2014 : Pasolini
- 2015 : Bella e perduta
- 2016 : Stanza 52
- 2017 : Due soldati
- 2017 : L'intrusa
- 2017 : Nato a Casal di Principe
- 2019 : Piranhas (La paranza dei bambini)
- 2019 : Martin Eden de Pietro Marcello
- 2022 : L'Envol de Pietro Marcello

### Acteur
- 2015 : Bella e perduta : Pulcinella

### Monteur
- 2003 : Il ladro

## Distinction
- Berlinale 2019 : Ours d'argent du meilleur scénario pour La paranza dei bambini
- (en) Maurizio Braucci: Awards, sur l'Internet Movie Database